# Veronika Olma

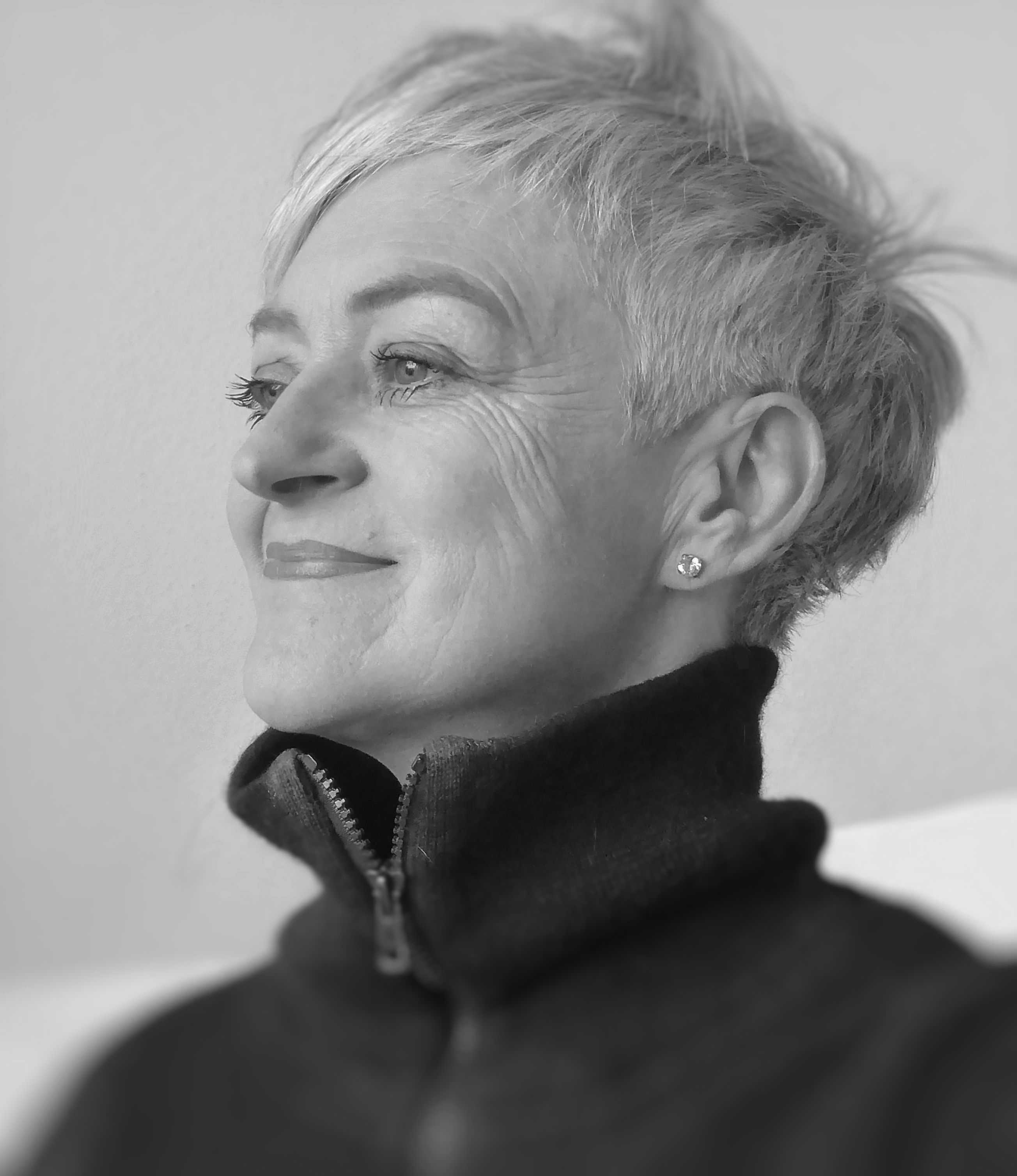
Veronika Olma (2017)

Veronika Olma (* 3. März 1962 in Beuren an der Aach) ist eine deutsche bildende Künstlerin mit Schwerpunkt Malerei, Zeichnung, Fotografie und Kunst am Bau.

## Leben
Von 1982 bis 1988 erfolgte ein Studium der Kunst (PH) und Kunstgeschichte (TU) bei Wolfgang Hartmann in Karlsruhe. 1992–1999 lebte sie in Le Saulcy in den Vogesen, Frankreich, danach von 2000 bis 2005 in Hördt, Südpfalz und seit 2005 in Enkenbach-Alsenborn/Pfalz. 1992 gründete sie mit Wolfgang Löster die Kunstschule kunstwerkstatt-olma.
Von 2011 bis zum 16. Januar 2024 zeichnete sie mit Hilfe einer GPS-App regelmäßig Wanderungen mit ihrem Hund Bazi (2009 bis 2024) auf. Dadurch sind hunderte von Schriften und Zeichnungen entstanden, die sie in ihrem Werk künstlerisch weiterverarbeitet zu Objekten, Stickereien, Malerei und Zeichnung oder als Tape-Installation. Der gemeinsame Lebenslauf betrug fast 34.000 km.

## Mitgliedschaften
- seit 2001: Berufsverband Bildender Künstler Rheinland-Pfalz
- seit April 2010: Künstlerwerkgemeinschaft Kaiserslautern (KWG)

## Preise/Auszeichnungen
- 1987: 2. Preis Malerei „Círculo de Bellas Artes“, Palma de Mallorca
- 2000: Kunst am Bau: Evangelische Kirche Karlsruhe-Hohenwettersbach. Ausführung nach Wettbewerb
- 2006: 1. Preis Messe „Kunst direkt“ Mainz, (Berufsverband Bildender Künstler)
- 2013: 1. Preis Malerei der Stadtsparkasse Kaiserslautern
- 2019: Kunst am Bau-Wettbewerb JGU Mainz. Entwurf zum Institut für Kernchemie, Fritz-Straßmann-Institut, Mainz
- 2020: Siegerentwurf Kunst am Bau-Wettbewerb „Konnekt-Der Knotenpunkt“, Gemeindezentrum Halsenbach
- 2021: 2. Preis Kunst am Bau-Wettbewerb Diakonissen-Krankenhaus Speyer „patientia-Geduld“ / 1. Preis Kunst am Bau-Wettbewerb KiTa Waldmohr „Bremer Stadtmusikanten“ / 1. Platz – „Von Bäumen, Leitern und Treppen“ – VG-Rathaus Dierdorf – Wandmalerei/Multimedia/Ausführung
- 2022: 1. Preis Kunst am Bau-Wettbewerb VG-Rathaus Dierdorf - Wandmalerei/Multimedia[4] / Ideenwettbewerb „Unter Arnes Brücke“ – Zentrum für Baukultur Mainz – einen der drei 1. Preise[5] / 1. Platz Kita Feldmäuse Mainz-Ebersheim „Die wilden Feldmäuse“[6] / 1. Platz Feldbergschule Mainz „Kringelwand“  / 1. Platz Petersberghalle Gau-Odernheim „Petersberg“ / 3. Platz Einladungswettbewerb Kita Ludwigshafen-Oppau / 1. Platz Interessensbekundung Töngeshalle Mainz-Ebersheim „Der rote Teppich“ / 1. Platz Interessensbekundung Kita Friedrich-Ebert-Straße Mainz-Weisenau „Unterwasserwelt“ / 1. Platz Kita „Hanni Kipp“ Alzey: „600 Geschenke für Hanni“   / 3. Platz „frou-we“ – Frauenlob-Gymnasium Mainz Endrunden-Beteiligung Bundeswettbewerb Bundeswehrzentralkrankenhaus Koblenz[4]

- 2023: 1. Preis Kunst am Bau-Wettbewerb NJKB Höhr-Grenzhausen[7]

## Ausstellungen (Auswahl)
- 2023
  - „Vermessungen“ – Gruppenausstellung PORT25 Raum für Gegenwartskunst Mannheim[4]
- 2022
  - Ostwind – Kultursommer Rheinland-Pfalz mit der KWG – „ach mensch ach mensch“ Volkspark Kaiserslautern
  - LIÄÄSON – Ausstellungsbeteiligung mit der KWG im Kunstlager22 Kaiserslautern
  - Superart.tv – Einladung von superart.tv zu deren 25-jährigem Jubiläum in die Scharpf-Galerie des Wilhelm-Hack-Museums Ludwigshafen[4]
- 2021
  - Bestia. Les animaux dans la collection Würth – Musée Würth France Erstein, Erstein, 7. November 2021 bis 7. September 2022.
  - Kunstraum Westpfalz Kaiserslautern/Atelier Zitronenblau: „FLÜGEL WACHSEN IM PROZESS VON GEBEN UND NEHMEN“
  - VON MILCHIGWEISS BIS SCHWARZBUNT – Milch und Kuh in der Kunst – Gruppenausstellung – Kunstraum Karlsruhe-Neureut
  - Fraternité – Gruppe PLAKAT WAND KUNST – Le Jardin des Deux Rives Strasbourg/Kehl
  - WADI – KWG und Gäste im Stadtmuseum Kaiserslautern
- 2020
  - „läuft“ – „Strümpfe – The Supper Artclub“, Mannheim
  - einnorden. Ein Versuch – Gruppenausstellung mit der Künstlerwerkgemeinschaft in der Fruchthalle Kaiserslautern

- 2019
  - The Void – Projekt mit Tom Wagner („TALK!“) – Gruppenausstellung im Frieder-Burda-Museum (Salon), Berlin
- 2018
  - Die Welt aus den Fugen – Kunstpreis der Sparkassen-Stiftung Karlsruhe Auswahl-Ausstellung
  - Fraternité – Strasbourg und Struthof (F) mit PLAKAT WAND KUNST, Karlsruhe
  - stock mit der KWG Kaiserslautern bei "PAFF the MAGIC", Kaiserslautern
  - FLUX4art – Oktober 2018 im Kunstverein Germersheim

- 2017
  - FAIRE LE MUR – mit der Gruppe PLAKAT WAND KUNST – Strasbourg
  - Schweinesonnen I-II Galerina Steiner, Berlin und im Kunstlager Kaiserslautern
  - SLOWDOWN – Museum für Kommunikation, Frankfurt am Main
  - Crossover-Strategien in der aktuellen Malerei – Kunstraum Karlsruhe
  - rund um den Hund – Galerie Mainzer Kunst!, Mainz
  - archetypisch – Galerie Mainzer Kunst!, Mainz – mit Klaus M. Hartmann

- 2016
  - Kollision – Museum Boppard
  - I´m evil – Galerie Sali e Tabacchi, Saarbrücken
  - Perron Kunstpreis, Kunsthaus Frankenthal
  - KUNSTdirekt, Kunstmesse in Mainz
  - ihochX, KWG Kaiserslautern auf dem Campus der TU KL und in der VOBA KL
  - SUEZZO, Kunstverein Schwetzingen
  - PLAKAT WAND KUNST in Tonnerre (F)
  - Den Unsinn bevorzuge ich – Interpretationen zu 100 Jahre DADA, Parkkino und Untere Parkschenke in Pirmasens
  - Der will nur spielen – Der Hund in der aktuellen Kunst – Kunstraum Neureut, Altes Milchhäusle, Karlsruhe-Neureut und Kunstraum Universität Frankfurt-Riedberg
  - Kunstverein Dahn im Alten Rathaus – Zusammengesetzte Wirklichkeit – reality recomposed, Dahn
  - Gestickte Geschichte(n) – Frauenmuseum Wiesbaden

- 2015
  - „DAzwischenDA“, Galerie Thalhaus, Wiesbaden (E)
  - „Ansichtssache“ – Kunsthaus Frankenthal (BBK-Mitglieder)
  - „Aus dem Lager“, Galerie ART-isotope, Axel Schöber, Dortmund
  - „festliche Kunst“, Kulturstiftung der Sparkasse Karlsruhe, Kunstpreis 2015
  - „Heinrich-von-Zügel“-Kunst-Förderpreis 2015, Wörth am Rhein
  - „Germany mon amour“ – Fondazione Giorgio Cini – Island of San Giorgio Maggiore, Venice
  - „Gestickte Geschichte(n)“ – Frauenmuseum Wiesbaden

- 2014
  - „eben das Bild“, Galerie Doris Schneider, artelier21, Rheinzabern (E)
  - „Auf den Hund gekommen“, TUFA Trier
  - „Rotkäppchen lügt“, Galerie im Bürgerhaus Sulzfeld (E)
  - art KARLSRUHE 2014 mit ART-isotope Galerie Schöber, Dortmund
  - Zügels Tiere versus Modern Art(ist’s) – Teil II – Kunstverein Wörth
  - MENAGERIE, Kunsthalle Würth, 17. Juni 2013 – 11. Mai 2014, Schwäbisch Hall

- 2013
  - Preisträgerausstellung Stadt-Sparkasse Kaiserslautern
  - Kunstmesse c.a.r. Zeche Zollverein 1.–3. November 2013, Essen
  - Hilzinger Kunstausstellung 20.–27. Oktober 2013, Kunstverein Hilzingen
  - „Grossformate“, Kunstverein Ladenburg
  - MENAGERIE, Kunsthalle Würth, 17. Juni 2013 – 11. Mai 2014, Schwäbisch Hall
  - Gemeinschaftsausstellung „Dies ist ein weites Feld“ mit der Gruppe PLAKAT WAND KUNST aus Karlsruhe und der Künstlerwerkgemeinschaft Kaiserslautern e.V.
  - Gemeinschaftsausstellung „myzel entdecken“ im ehemaligen Gondrophon in Kaiserslautern mit der Künstlerwerkgemeinschaft Kaiserslautern e.V.

- 2012
  - Gemeinschaftsausstellung „30 Jahre Kunstverein Germersheim“
  - „art KARLSRUHE 2012“ mit ART-isotope Galerie Schöber
  - Gast bei dem PLAKAT WAND KUNST e.V. aus Karlsruhe in Rastatt: Tapis Vert
  - „mens et anima(l)“ mit Natalie Tekampe in der Galerie ASPEKT in Neustadt an der Weinstraße
  - Ausstellungsbeteiligungen in der Galerie Bagnato in Konstanz, Galerie Joachim Schweikart in Radolfzell, Künstlervereinigung Walkmühle in Wiesbaden
  - Ausstellungsbeteiligung in der Galerie am Platz des Friedens in Hanau/Steinheim

- 2011
  - „Romantik im Waldschlösschen“, Künstlerwerkgemeinschaft Kaiserslautern, Wollmagazin Kaiserslautern,
  - Neueröffnung „a & b Gallery“ mit „Kunstkellerei“, Baden-Baden
  - „Not A Car“ – Los Angeles Art Association
  - „Spiegelungen-Reflexionen“, 34. Kunstpreis der Kulturstiftung der Sparkasse Karlsruhe
  - „art KARLSRUHE 2011“ mit ART-isotope Galerie Schöber

- 2010
  - „hier!“ mit der Künstlerwerkgemeinschaft Kaiserslautern in der Volksbank, Stadtsparkasse und Kreissparkasse Kaiserslautern
  - c.a.r. Kunstmesse, Zeche Zollverein, Essen mit ART-isotope, Galerie Schöber, Dortmund
  - „interferenzen“ mit der Gruppe ars-palatina in der Villa Streccius, Landau
  - „reich sein“, Walkmühle Wiesbaden
  - „Die Oase als Phänomen“, 33. Kunstpreis der Kulturstiftung der Sparkasse Karlsruhe
  - „bildverstehen“, DFKI GmbH Kaiserslautern (E)
  - „anima(l)“, Wirtschaftshaus am Unterhammer im Karlstal (E)
  - „alles fließt“, die 30 Besten, Welde, Plankstadt
  - „>60“, Jubiläumsausstellung des BBK im Kunstverein Germersheim

- 2009
  - „Kleinform“, Kunsthaus Oggersheim
  - „>60“, Jubiläumsausstellung des BBK in der Europäischen Akademie, Trier
  - „interferenzen“ mit der Gruppe ars-palatina im Schloss Vianden, Luxembourg
  - c.a.r. Kunstmesse, Zeche Zollverein, Essen mit ART-isotope, Galerie Schöber, Dortmund
  - Galerie Altes Rathaus, Wörth am Rhein: „Wechselwirkung“ (E)
  - Wettbewerbsbeitrag Kunst am Bau, Berggartenschule Siershahn

- 2008
  - contemporary art ruhr, Zeche Zollverein, Essen (K) mit ART-isotope, Galerie Axel Schöber, Dortmund
  - „Veronika Olma – Malerei“, Kunstverein Römerberg (E)
  - „fern, so fern dem Heimatland“, Galerie 10, Karlsruhe (E)
  - „Bruchstellen“, ART-isotope Galerie Axel Schöber, Dortmund
  - „menschpflanzetierplusdinge“, Stadtbibliothek Landau (E)
  - „abtauchen – auftauchen“ Neu-Isenburg, Städtische Galerie
  - „interferenzen“ mit der Gruppe ars-palatina in der TUFA in Trier
  - „kleinform“, Kunsthaus Oggersheim
  - „petits formats“, Galeria Flohr, Santanyi, Mallorca

- 2007
  - Galerie Joachim Schweikart, Böhringen, "figurbetont"
  - Galeria Flohr, Santanyi, Mallorca (E)
  - "abtauchen-auftauchen", Das U-Boot Projekt, Villa Streccius, Landau in der Pfalz, Laboe und Neu-Isenburg (K)
  - Erlöserkirche Mainz-Kastel "Macht´s gut, Adam und Eva" (E)
  - Haueisen-Kunstpreis, Jockgrim
  - zeitgleich-zeitzeichen: Die Rückseite des Mondes, BBK Sonderausstellung, Mainz
  - "x mal ich" Selbstdarstellungen aus der Sammlung Westermann, Rastatt

- 2006
  - Kunstpreis Uhrturm, Dierdorf
  - Kunstpreis ARTor-Wand, Galerie art-isotope, Axel Schöber, Dortmund
  - Kunstpreis Damianstor, Kunstverein Bruchsal
  - KUNSTMESSE Kunst direkt, Mainz, 1. Messepreis, BBK-Rheinland-Pfalz
  - Kunstverein Bretten "NARCISSUS" (E)

- 2005
  - KUNSTMESSE Frauenmuseum, Bonn
  - Kunsthaus Oggersheim (E)
  - Galerie art-isotope, Dortmund "in motion – aus dem Leben der Boote"
  - GALERIE 10, Karlsruhe (E)

- 2004
  - SHE Ludwigshafen am Rhein, "In sicheren Händen" in Verbindung mit dem Kunsthaus Oggersheim (E)
  - Projekt Sitzkunst mit Otto-Versand, Gruner + Jahr, imm Cologne
  - Kunstverein Germersheim (mit G. del Mazo, S. Händel und B. Kuhn) (K)
  - KUNSTMESSE Kunst direkt Mainz, BBK-Rheinland-Pfalz
  - Sparkasse Karlsruhe, "Malerei als Medium der Kritik"
  - Frank-Loebsches-Haus, Landau/Pfalz (E)

- 2003
  - Galerie art-isotope, Dortmund "2for new"
  - ARTEFAKT, Galerie Gisela Wernz, Nendingen
  - BBK-Galerie, Mainz
  - Sparkasse Karlsruhe, Kunstpreis 2003
  - Galerie ARTFORUM, Seltz/Frankreich (E)
  - Galerie art-isotope, Dortmund (E)

- 2002
  - Lindner Hotel & Therme Binshof, Speyer (E)
  - Galerie Joachim Schweikart, Radolfzell (E)
  - GALERIE 10, Karlsruhe (E)

- 2001
  - Fa. Maquet, Rastatt (E)
  - Kunstverein Volkertshausen
  - GEDOK, Karlsruhe
  - Galerie Flohr, Casconcos, Mallorca (E)

- 2000
  - "relations", Galerie 10, Karlsruhe (E)
  - Altarbild in der Evangelischen Kirche Karlsruhe-Hohenwettersbach. Auftrag zur Ausführung nach Wettbewerb
  - "Der Flug des Odysseus", Galerie Bagnato, Konstanz
  - "communication segments", Edition 2000, Direktmarketing Schober, Ditzingen (E)

- 1999
  - "ex ovo", Rathaus, Durlach (E) (K)

- 1998
  - MJC Savouret, Epinal/Vosges (E)
  - "Arbeiten zu C.D. Friedrich", Galerie Bagnatoscheune, Konstanz (E)

- 1997
  - "D'ores et déjà", Sommerausstellung, Kloster Senones
  - "Entrelacs 97", Sommerausstellung, Gérardmer
  - Siemens, Konstanz (E)

- 1996
  - "LES BONHOMMES", Himmlisch, Ettlingen (E)
  - "D.ART", .Direkt-Art, Nice
  - Espace George Sadoul, Saint-Dié-des-Vosges (E)

- 1995
  - Hypo-Bank, Karlsruhe (E)
  - Galerie Schloß Langenrain, Langenrain am Bodensee (E)
  - Karlsruher Lebensversicherung, Karlsruhe (E)

- 1994
  - "BAUM-STEINE-ERDEN", Galerie Domäne, Rastatt (E)
  - "AUSSICHTEN", Galerie Bagnato, Konstanz (E)
  - "HORS D'OEUVRE", Himmlisch, Ettlingen (E)

- 1992
  - 2. Vellmarer Kunstpreis, Vellmar
  - "Gewalt der Gegenwart", Badischer Kunstverein, Karlsruhe
  - "SCHACH MATT", Himmlisch, Ettlingen (E)

- 1989
  - "Neue Wege", Kunstwettbewerb der, Sparkasse Karlsruhe
  - Kunstpreis "Brennpunkte 89", Kirn

- 1987
  - "Allensbacher Kunstausstellung", Allensbach, 1988, 1989, 1990, 1991, 1993, 1994, 1998
  - "46. Salon de Otoño", Circulo de Bellas Artes, Palma de Mallorca (2. Preis Malerei)

- 1984
  - Gruppe "Breitband", Alte Sparkasse, Singen (Hohentwiel) 1986, 1989

## Private und öffentliche Ankäufe (Auswahl)
- Museum für Kommunikation in Frankfurt am Main https://www.mfk-frankfurt.de/
- Frauenmuseum Wiesbaden
- Sammlung Kunsthalle Würth, Schwäbisch Hall
- DFKI (Deutsches Forschungszentrum für künstliche Intelligenz),  Kaiserslautern
- Heinrich Heine, Karlsruhe
- MAYCO, Koblenz
- SAP, Walldorf
- Regierungspräsidium Freiburg
- Siemens Electrocom, Konstanz
- Universität Heidelberg